# 筑橫千首
筑橫千首是日本高等院校合稱，前三者為國立大學，後一者為公立大學。为东京圈内仅次于旧帝国大学的顶尖国公立大学群。

當中“筑”指的是筑波大学，“橫”指的是橫濱國立大學，“千”指代千葉大學，而“首”指原首都大學東京（今東京都立大學）。